# Communauté de communes Tude et Dronne
La communauté de communes Tude et Dronne est une ancienne communauté de communes française, située dans le département de la Charente, en région Nouvelle-Aquitaine.

## Historique
La communauté de communes du Tude et Dronne a été créée le 1er janvier 2014.
Elle est le résultat de la fusion des communautés de communes du Montmorélien, du pays d'Aubeterre et du pays de Chalais, auxquelles s'ajoutent les communes de Châtignac et Saint-Laurent-des-Combes, issues de la communauté de communes des 4B - Sud-Charente, et celles de Rioux-Martin et Yviers, jusqu'alors « isolées » (ne faisant partie d'aucun ÉPCI).
La communauté de communes fusionne le 1er janvier 2017 avec la communauté de communes d'Horte et Lavalette pour former la nouvelle communauté de communes Lavalette Tude Dronne.

## Administration

### Liste des présidents
Le conseil communautaire élit un président pour une durée de six ans. La présidence, pendant la période entre la création de l'intercommunalité et la désignation des nouveaux délégués communautaires, est assurée par Joël Papillaud, élu lors de la première séance du conseil communautaire le 7 janvier 2014. Après les échéances municipales, le 15 avril 2014, il est reconduit à la tête de l'intercommunalité.
| Période      | Période       | Identité       | Étiquette | Qualité                            |
| ------------ | ------------- | -------------- | --------- | ---------------------------------- |
| Janvier 2014 | décembre 2016 | Joël Papillaud |           | Maire de Saint-Quentin-de-Chalais. |

### Siège
Mairie de Laprade.

### Conseil communautaire
La communauté de communes est gérée par un conseil communautaire composé de 58 délégués issus de chacune des communes membres et élus pour une durée de six ans, coïncidant ainsi avec les échéances des scrutins municipaux.
Ils sont répartis comme suit, :
| Nombre de délégués | Communes |
| ------------------ | --- |
| 8                  | Chalais |
| 5                  | Montmoreau-Saint-Cybard |
| 3                  | Saint-Séverin, Saint-Amant-de-Montmoreau |
| 2                  | Saint-Romain, Yviers |
| 1                  | Aignes-et-Puypéroux, Aubeterre-sur-Dronne, Bardenac, Bazac, Bellon, Bessac, Bonnes, Bors, Brie-sous-Chalais, Châtignac, Courgeac, Courlac, Curac, Deviat, Les Essards, Juignac, Laprade, Médillac, Montboyer, Montignac-le-Coq, Nabinaud, Nonac, Orival, Palluaud, Pillac, Poullignac, Rioux-Martin, Rouffiac, Saint-Avit, Saint-Eutrope, Saint-Laurent-de-Belzagot, Saint-Laurent-des-Combes, Saint-Martial, Saint-Quentin-de-Chalais, Salles-Lavalette |

## Composition
Elle regroupait 41 communes le 1er janvier 2016 :
| Nom                       | Code Insee | Gentilé                 | Superficie (km2) | Population (dernière pop. légale) | Densité (hab./km2) |
| ------------------------- | ---------- | ----------------------- | ---------------- | --------------------------------- | ------------------ |
| Laprade (siège)           | 16180      | Lapradiens ou Lapradois | 10,17            | 236 (2014)                        | 23                 |
| Aignes-et-Puypéroux       | 16004      |                         | 12,99            | 264 (2014)                        | 20                 |
| Aubeterre-sur-Dronne      | 16020      | Aubeterriens            | 2,39             | 400 (2014)                        | 167                |
| Bardenac                  | 16029      | Bardenacais             | 8,04             | 240 (2014)                        | 30                 |
| Bazac                     | 16034      |                         | 4,92             | 153 (2014)                        | 31                 |
| Bellon                    | 16037      | Bellonnais              | 9,13             | 160 (2014)                        | 18                 |
| Bessac                    | 16041      |                         | 10,55            | 117 (2014)                        | 11                 |
| Bonnes                    | 16049      | Bonnois                 | 14,76            | 400 (2014)                        | 27                 |
| Bors                      | 16052      | Borsois                 | 16,14            | 257 (2014)                        | 16                 |
| Brie-sous-Chalais         | 16063      |                         | 10,34            | 162 (2014)                        | 16                 |
| Chalais                   | 16073      | Chalaisiens             | 17,58            | 1 788 (2014)                      | 102                |
| Châtignac                 | 16091      |                         | 9,75             | 184 (2014)                        | 19                 |
| Courgeac                  | 16111      | Courgeacois             | 18,42            | 206 (2014)                        | 11                 |
| Courlac                   | 16112      | Courlacois              | 6,58             | 55 (2014)                         | 8,4                |
| Curac                     | 16117      |                         | 4,92             | 122 (2014)                        | 25                 |
| Deviat                    | 16118      |                         | 8,42             | 149 (2014)                        | 18                 |
| Les Essards               | 16130      | Essartais               | 8,98             | 193 (2014)                        | 21                 |
| Juignac                   | 16170      | Juignacais              | 24,18            | 395 (2014)                        | 16                 |
| Médillac                  | 16215      | Médillacais             | 5,84             | 158 (2014)                        | 27                 |
| Montboyer                 | 16222      |                         | 26,79            | 390 (2014)                        | 15                 |
| Montignac-le-Coq          | 16227      |                         | 10,20            | 134 (2014)                        | 13                 |
| Montmoreau-Saint-Cybard   | 16230      | Montmoréliens           | 12,00            | 1 056 (2014)                      | 88                 |
| Nabinaud                  | 16240      | Nabinaldiens            | 5,88             | 95 (2014)                         | 16                 |
| Nonac                     | 16246      | Nonacais                | 20,84            | 306 (2014)                        | 15                 |
| Orival                    | 16252      | Orivalais               | 5,43             | 155 (2014)                        | 29                 |
| Palluaud                  | 16254      | Palludéens              | 8,57             | 236 (2014)                        | 28                 |
| Pillac                    | 16260      | Pillacois               | 19,64            | 270 (2014)                        | 14                 |
| Poullignac                | 16267      |                         | 8,94             | 78 (2014)                         | 8,7                |
| Rioux-Martin              | 16279      |                         | 14,60            | 240 (2014)                        | 16                 |
| Rouffiac                  | 16284      | Rouffiacais             | 9,89             | 124 (2014)                        | 13                 |
| Saint-Amant-de-Montmoreau | 16294      |                         | 27,20            | 699 (2014)                        | 26                 |
| Saint-Avit                | 16302      | Saint-Avitois           | 3,66             | 203 (2014)                        | 55                 |
| Saint-Eutrope             | 16314      |                         | 2,67             | 172 (2014)                        | 64                 |
| Saint-Laurent-de-Belzagot | 16328      |                         | 9,99             | 409 (2014)                        | 41                 |
| Saint-Laurent-des-Combes  | 16331      | Saint-Laurentais        | 7,67             | 95 (2014)                         | 12                 |
| Saint-Martial             | 16334      |                         | 9,31             | 136 (2014)                        | 15                 |
| Saint-Quentin-de-Chalais  | 16346      | Saint-Quentinois        | 12,38            | 267 (2014)                        | 22                 |
| Saint-Romain              | 16347      | Rominois                | 22,69            | 567 (2014)                        | 25                 |
| Saint-Séverin             | 16350      | Saint-Séverinois        | 14,93            | 740 (2014)                        | 50                 |
| Salles-Lavalette          | 16362      | Sallesiens              | 20,15            | 360 (2014)                        | 18                 |
| Yviers                    | 16424      | Yviérois                | 22,56            | 508 (2014)                        | 23                 |

## Compétences
Nombre total de compétences exercées en 2016 : 22.